# Poseidonamicus major
Poseidonamicus major är en kräftdjursart som beskrevs av Benson 1972. Poseidonamicus major ingår i släktet Poseidonamicus och familjen Hemicytheridae. Inga underarter finns listade i Catalogue of Life.